# Nederländska marinkåren

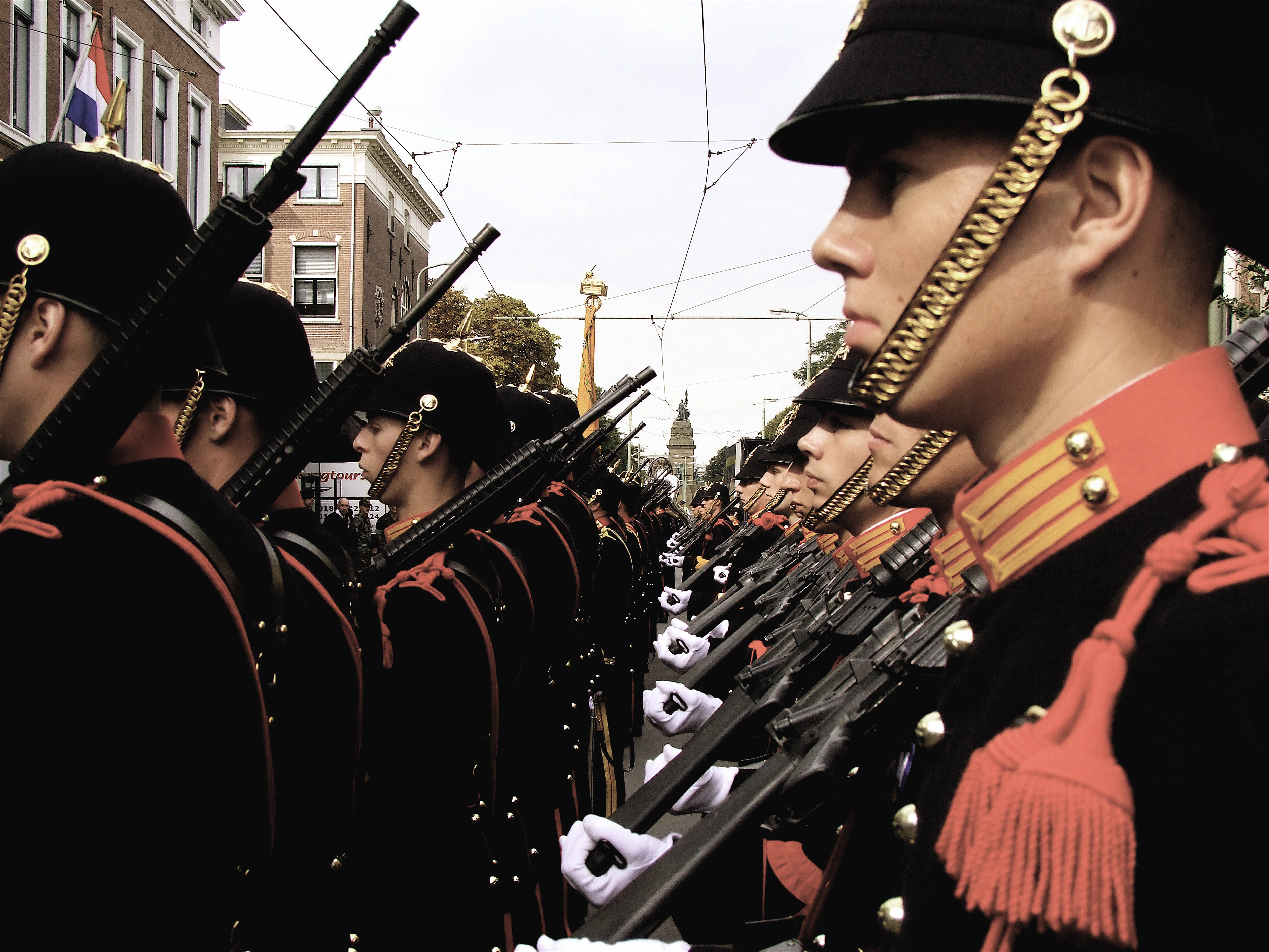
Marinkåren i paraduniform 2008.

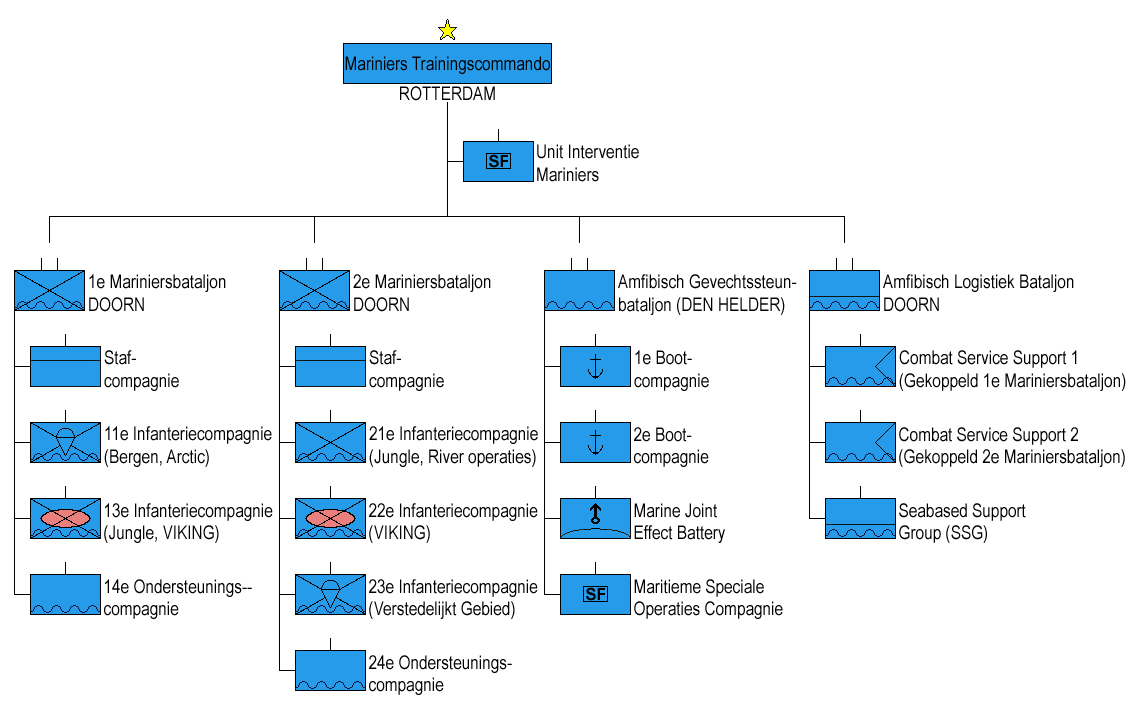
Organisationschema för den nederländska marinkåren.

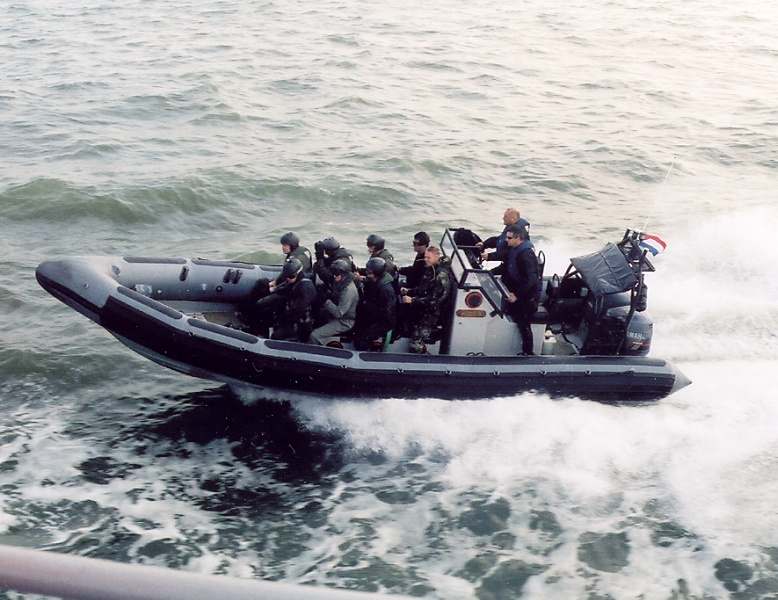
Insatsstyrka från Korps Mariniers 2005.

Nederländska marinkåren (nl: Korps Mariniers) är en amfibisk snabbinsatsstyrka som kan jämföras med den svenska Amfibiekåren.

## Uppdrag
Den nederländska marinkåren är en snabbinsatsstyrka specialiserad i amfibieskytte- och commandooperationer. Marinkåren skall kunna insättas under lång tid och vid alla sorters klimat och geografiska omständigheter. Kåren är utbildad för höghöjdsterräng, vinterförhållanden, öknar och djungler.

## Organisation
Marinkårens operativa enheter lyder under Mariniers Trainings Commando (MTC). Under MTC lyder:
- Stab
- 1e Mariniersbataljon
- 2e Mariniersbataljon
- Amfibieunderstödsbataljon (AMFGEVSTBAT)
- Amfibieunderhållsbataljon (AMFLOGBAT)
- Inom MARSOF, marinens specialförband, finns Unit Interventie Mariniers (UIM), en insatsstyrka till stöd för den civila polisen och det holländska gendarmeriet, Koninklijke Marechaussee, och marinkårens specialjägarkompani (MSO) med attackdykare och bergsspecialister.[3]

2010 genomförde 1e Mariniersbataljon sex veckors vinterutbildning i Arvidsjaur.

## Personal
Korps Mariniers är som hela den nederländska försvarsmakten en yrkesarmé. Kvinnor kan sedan 2017 söka sig till Korps Mariniers.
| Civila förkunskapskrav                                                                             | Personalkategori      | Utbildningslinjer | Utbildningens längd                                                                  |
| -------------------------------------------------------------------------------------------------- | --------------------- | --- | ------------------------------------------------------------------------------------ |
| - Grundskola (VMBO) grundläggande program (BBL)                                                    | Marinsoldat           | - (a) Marinsoldat, allmän - (b) Marinsoldat, musik | - (a) GMU 22 veckor + 11 veckor - (b) GMU 22 veckor + 12/15 veckor + musikutbildning |
| - Grundskola, yrkesprogram (GL) - Gymnasium, yrkesprogram nivå 2 (MBO-2)                           | Marinsoldat           | Marinsoldat, mekaniker | GMU 22 veckor + 12/15 veckor + mekanikerutbildning                                   |
| - Gymnasium, yrkesprogram nivå 3 (MBO-3) - Gymnasium, teoretiskt program (HAVO)                    | Marinkårsunderofficer | Marinkårsunderofficer | 21 månader                                                                           |
| - Gymnasium, teoretiskt program (HAVO) - Högskoleexamen (HBO) - Akademisk examen på grundnivå (WO) | Marinkårsofficer      | Marinkårsofficer | 18 månader                                                                           |
| - Gymnasium, kvalificerat teoretiskt program (VWO)                                                 | Marinkårsofficer      | - Marinkårsofficer med kandidatexamen i militär ekonomi - Marinkårsofficer med kandidatexamen i krigsvetenskap - Marinkårsofficer med kandidatexamen i militära system och teknik - Marinkårsofficer med examen som högskoleingenjör | 5 år                                                                                 |

## Militära grader och gradbeteckningar
| Generalspersoner | Generalspersoner                   | Generalspersoner             | Generalspersoner              | Regementsofficerare | Regementsofficerare               | Regementsofficerare | Kompaniofficerare | Kompaniofficerare         | Kompaniofficerare       | Underofficerare                   | Underofficerare            | Underofficerare | Underofficerare   | Underofficerare                                 | Manskap                      | Manskap                  | Manskap                   |
|                  |                                    |                              |                               |                     |                                   |                     |                   |                           |                         |                                   |                            |                 |                   |                                                 |                              |                          |                           |
| Generaal General | Luitenant-Generaal Generallöjtnant | Generaal-Majoor Generalmajor | Brigadegeneraal Brigadgeneral | Kolonel Överste     | Luitenant Kolonel Överstelöjtnant | Majoor Major        | Kapitein Kapten   | Eerste Luitenant Löjtnant | Tweede Luitenant Fänrik | Adjudant Onderofficier Förvaltare | Sergeant Majoor Fanjunkare | Sergeant        | Korporaal Korpral | Marinier 1e klasse Oudste Categorie Vicekorpral | Marinier 1e klasse Menig 1kl | Marinier 2e klasse Menig | Marinier 3e klasse Rekryt |